# Petrus Nicander
Ej att förväxla med smålänningen Petrus Nicander som 1654 sökte stipendium i Åbo
Petrus Nicander, även kallad Petrus Magni Nicander, född troligen omkring 1648, död 3 maj 1701 i Helsingfors i Finland, var en svensk lärare och skolledare.
Nicander var son till kyrkoherde Magnus Petri Nicander och Kerstin Jonsdotter samt äldre bror till kyrkoherde Magnus Nicander och därmed farbror till kyrkoherde Israel Nicander och författaren Anders Nicander.
Han blev student vid Lunds universitet 1668, kom till Åbo i Finland 1678, blev konrektor där 1687 samt rektor för Trivialskolan i Helsingfors 1698–1701.
År 1670 höll han i Lund ett ”Lovtal över Jönköping”, ”De laude Junecopiæ”, som är den första separata Jönköpingsbeskrivningen och trycktes under namnet Petrus Magni Nicander på latin i Lund samma år och utgavs i svensk översättning av Paul Wilstadius 1944.